# Setena de Culla
La Setena de Culla era una comunitat d'herbatge regida pels consells municipals dels set pobles que formaven el territori de la Tinença de Culla. Va obtenir els drets d'explotació dels recursos pecuaris i forestals de l'Ordre de Montesa en aquest territori. La documentació conservada està en tres llibres anomenats "Els Capítols dels Herbatges de la Tinença de Culla" que són còpies manuscrites del segle XVI, manquen alguns capítols.
La Setena de Culla va nàixer l'any 1345 quan el mestre de l'Ordre militar de Montesa, Pere de Tous, va atorgar a les set poblacions que formaven la Tinença de Culla (Atzeneta, Benafigos, Benassal, Culla, Torre d’en Besora, Vilar de Canes i Vistabella) una carta de cessió dels drets d’herbatges pertanyents a dita orde, a canvi del pagament anual de 1.600 sous reials de València. Aquesta comunitat tenia aleshores una llei comuna per defensar i compartir els interessos ramaders en la Tinença de Culla, aques és l'origen sels camins rals i drets de pas en aquestes poblacions.
És rica la documentació conservada pertanyent a la Setena de Culla, generalment documents de caràcter jurídic, econòmic i logístic. alguns exemples són contractes d'arrendament, llibres de comptes, àpoques i visures. Aquest documents es troben majoritàriament digitalitzats i disponibles en els repositoris de la Universitat Jaume I de Castelló, pel seu valor cultural, històric i patrimonial.

## Visures
La xarxa de camins i infraestructures lligades a l'activitat ramadera en cadascuna de les poblacions quedava inventariada en documents anomenats visures. Les visures eren documents manuscrits per un escrivà, testificades per un notari, on estan especificats els camins, assegadors, fonts, mallades, abeuradors i els comuns d’herbatge de tot el terme. El verb visurar que significa reconèixer o examinar visualment, per tant cada 8, o 10 o 14 anys -i després de fer un jurament d’honestedat- els síndics i prohoms encarregats recorrien el territori a peu i prenien nota de tot el que era de tots: que les fites dels camins no s’hagueren canviat de lloc, que els pous estigueren nets o que ningú no havia llaurat dins el pas. Les Visures estan escrites en valencià que era la llengua oficial del Regne de València dins la Corona d’Aragó, fins i tot les del segle XVIII. Recordem que l’any 1707 el Decret de Nova Planta del rei Felip V de Borbó va abolir els Furs i va imposar per llei el castellà com a llengua de l’administració, però el valencià era la llengua que coneixien els escrivans i la van seguir utilitzant fins al segle XIX.
Visures conservades en els diferents arxius:
- Visures de Setena (1583)[7]
- Visura dels Masos i Passos (1688)[1]
- Visura dels termes de la Setena (1715)[8]
- Visura del terme de Culla (30-11-1730)[9]
- Visura General de la Vila de Vistabella (1759)[1]
- Visura General de Passos, Mallades, Abeuradors i Comuns d’Herbatge de la vila de Vistabella (1769)[1]
- Visura del terme de Culla (28-02-1780)[10]
- Visura del terme d'Atzeneta (06-11-1787)[11]